# Kimberly Cheatle
Kimberly A. Cheatle (nascuda 1970/1971) és una antiga policia estatunidenca que va exercir com a directora del Servei Secret dels Estats Units des del 2022 fins al 2024. Es va incorporar al Servei Secret dels Estats Units el 1995. Va deixar el Servei Secret el 2019 i va passar a treballar a PepsiCo com a directora sènior de seguretat global del 2019 al 2022. Va assumir el càrrec com a directora del Servei Secret dels Estats Units el setembre de 2022 per nomenament del president Joe Biden.
Va estar al capdavant del Servei Secret durant l'intent d'assassinat de Donald Trump, va centrar l'atenció mediàtica, va haver de comparèixer al Congrés, i es va enfrontar a crítiques generalitzades i peticions de dimissió. Va renunciar al càrrec el 23 de juliol de 2024.